# Gilgamés
Gilgamesh, Gilgamés ou Gilgamexe (em sumério: 𒀭𒄑𒉋𒂵𒈨𒌋𒌋𒌋; romaniz.: Gilgameš, originalmente em sumério: 𒀭𒉋𒂵𒈩; romaniz.: Bilgameš) um rei da Suméria da primeira dinastia de Uruque, de caráter semilendário, personagem principal da Epopeia de Gilgamés, poema épico mesopotâmico de 1800 a.C. preservado em tabuletas escritas em cuneiforme.
Segundo a Lista de reis da Suméria, um antigo texto sumério datado da Idade do Bronze, Gilgamés foi o quinto rei da primeira dinastia de Uruque, datada de aproximadamente entre 2800-2 500 a.C.. Ainda segundo a lista, era filho de um "demônio" ou "fantasma" (o significado da palavra no texto é incerto) e seu reinado teria durado 126 anos. Seu filho e sucessor, Ur-Nungal, reinou 30 anos. A Inscrição de Tumal aponta Gilgamés como o segundo reconstrutor do templo de Tumal, dedicado à deusa Ninlil, na cidade santa de Nipur.
Após seu reinado, Gilgamés foi considerado o mais ilustre antecessor dos reis sumérios, tornando-se objeto de lendas e poemas e sendo venerado como deidade. Vários relatos sobre seus feitos são conhecidos de maneira fragmentária a partir do II milênio a.C., os mais antigos em sumério e os mais recentes em acádio. Numa destas lendas, Gilgamés enfrenta e vence a Aga, rei de Quis, consolidando a independência de Uruque. Essa lenda, assim, reflete as lutas pela supremacia entre as cidades mesopotâmicas no início da história suméria. Na história da luta contra Aga um dos guerreiros mais destacados de Gilgamés é Enquidu, que posteriormente é retratado como amigo do herói na Epopeia de Gilgamés. Gilgamés era o rei-herói, o nome mais antigo (de quando o mundo era apenas um).

## Rei histórico
A maioria dos historiadores geralmente aceitam que Gilgamés foi um rei histórico da cidade-estado Suméria de Uruque, que reinou durante a primeira parte do Período Dinástico Arcaico c. 2900 - 2 350 a.C.. Stephanie Dalley, estudiosa do Antigo Oriente Próximo, reporta que "datas precisas não podem ser dadas em relação a época de Gilgamés, mas é geralmente aceito que tenha sido entre 2800 e 2 500 a.C.". Nenhuma menção contemporânea sobre Gilgamés foi ainda descoberta, mas a descoberta de 1955 do Inscrito de Tumal, um texto de 34 linhas escritas durante o reino de Isbi-Erra (c. 1953–1920), trouxe informações consideráveis sobre seu reinado. No texto Gilgamés é creditado com a construção dos Muros de Uruque. Linhas doze a quinze lê-se:

Pela segunda vez, Tumal caiu em ruína,
Gilgamés construiu o Numunburra da Casa de Enlil.
Ur-Lugal, o filho de Gilgamés,
Fez Tumal preeminente,
Trouxe Ninlil para Tumal.
Gilgamés também é referenciado como um rei pelo rei Enmebaragesi de Quis, uma figura histórica conhecida que talvez tenha vivido no mesmo período de Gilgamés. Ainda mais, Gilgamés é listado como um dos reis de Uruque pela Lista de Reis Sumérios.  Fragmentos de uma epopeia encontrada em Mê-Turan (atual Tel Adade) relata que no final de sua vida Gilgamés foi enterrado embaixo do rio Eufrates. O povo de Uruque direcionou a corrente do Eufrates passando por Uruque para o propósito de enterrar o rei morto no leito do rio.

## Epopeia de Gilgamés.
O texto mais importante sobre o personagem é a chamada Epopeia de Gilgamés ou  "Epopeia de Gilgamesh", um longo poema cuja versão "padrão" foi compilada no último terço do II milênio a.C. em acádio, baseada em histórias mais antigas. Na obra, o rei é apresentado como filho de Lugalbanda e uma deusa, Ninsuna (ou Nimate Ninsum), sendo assim um semideus, descrito como dois terços deus e um terço humano, dotado de força sobre-humana.

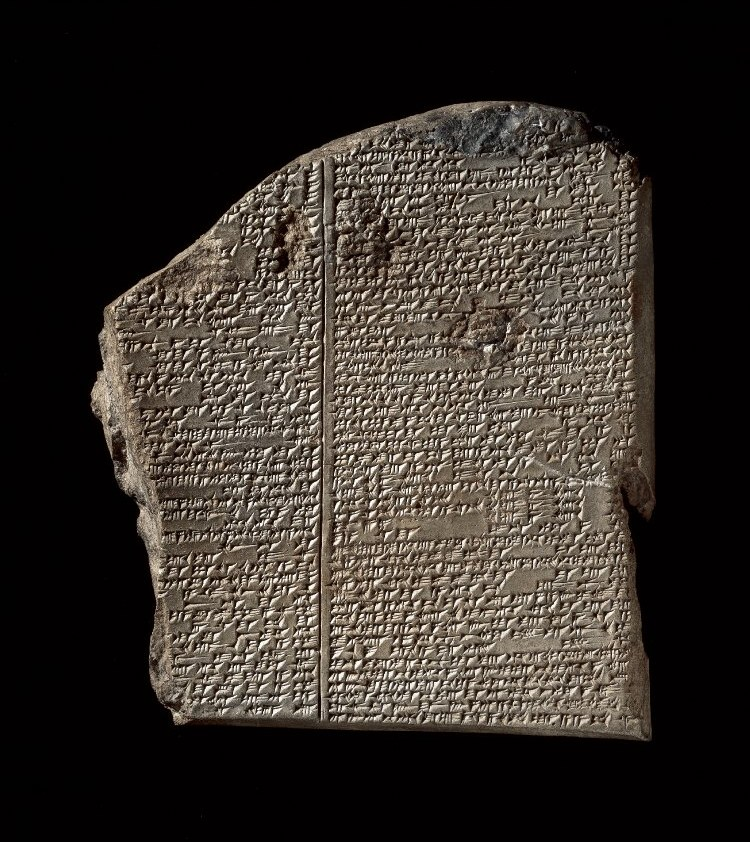
Tabuleta com escrita cuneiforme da Epopeia

No início do poema, o herói é apresentado como o protetor de Uruque e construtor da magnífica muralha da cidade. Era, porém, um líder de personalidade arrogante e tirânica, que recrutava violentamente os jovens para o serviço militar por exemplo. Para travar os excessos do rei, os deuses criam Enquidu, um homem selvagem que, após um confronto inicial, se torna amigo de Gilgamés. Juntos, passam por várias aventuras como a viagem à Floresta dos Cedros, onde combatem e vencem o seu guardião, o monstro Humbaba. Na tabuleta recentemente descoberta, vê-se que Gilgamés e Enquidu sabiam de antemão que matar Humbaba irritaria os deuses, após tal ato, Enquidu demonstra remorso dizendo que haviam "transformado a floresta num deserto". Após o seu regresso a Uruque com a madeira da floresta e a cabeça do monstro, a deusa do amor Inana tenta seduzir Gilgamés. Este rejeita-a, e Istar como vingança convence Anu - o deus sumério supremo - a enviar o Touro Celestial, que causa grande devastação. Gilgamés e Enquidu matam o touro.
Enquidu é marcado pelos deuses para morrer, e adoece gravemente. Gilgamés lamenta-se amargamente mas não pode ajudá-lo. Após a morte de Enquidu, Gilgamés, desesperado com a consciência de sua condição de mortal, lança-se numa busca pela imortalidade. Nesta busca o herói encontra Utnapistim, sobrevivente de um grande dilúvio que acabara com toda a humanidade. Utnapistim conta a Gilgamés sobre uma planta que cresce sob o mar e que confere a imortalidade; com grande dificuldade o herói consegue obtê-la mas, num momento de descuido, a planta é roubada por uma serpente (daí vem a crença suméria de que serpentes trocam de pele por serem imortais). Gilgamés retorna a Uruque, encontrando as grandes muralhas construídas por ele, que seriam sua grande obra duradoura.